# Гениальный папа
«Гениальный папа» (англ. Father of Invention) — фильм режиссёра Трента Купера с участием Кевина Спейси. Мировая премьера состоялась на Берлинском кинофестивале 15 февраля 2010 года, выход в российский прокат: 3 ноября 2011 года.

## Сюжет
Предприниматель Роберт Аксель (Кевин Спейси) путём комбинации чужих изобретений создает товары, пользующиеся огромной популярностью, благодаря чему становится богатым и знаменитым. Но однажды одно из его изобретений калечит тысячи покупателей, и он на восемь лет попадает в тюрьму. Освободившись, Аксель желает восстановить свою бизнес-империю. Но ещё больше он желает восстановить отношения со своей 22-летней дочерью (Камилла Белль) и разобраться с бывшей женой (Вирджиния Мэдсен).

## В ролях
| Актёр            | Роль                        |
| ---------------- | --------------------------- |
| Кевин Спейси     | Роберт Аксель               |
| Камилла Белль    | Клэр Аксель                 |
| Джон Стэймос     | Стивен «Стив» Лесли Турмонд |
| Джонни Ноксвилл  | Трой                        |
| Майкл Розенбаум  | Эдди                        |
| Хэзер Грэм       | Фиби                        |
| Анна Анисимова   | Донна                       |
| Вирджиния Мэдсен | жена Роберта Акселя         |
| Крэйг Робинсон   | Джерри                      |
| Джек Макги       | патрульный офицер           |
| Рода Гриффис     | Пенни Кемп                  |

## Интересные факты
В фильме задействованы два актера, сыгравшие Лекса Лютора, заклятого врага Супермена — Майкл Розенбаум в «Тайнах Смолвиля» и Кевин Спейси в «Возвращении супермена».